# Südostasien

Lage Südostasiens

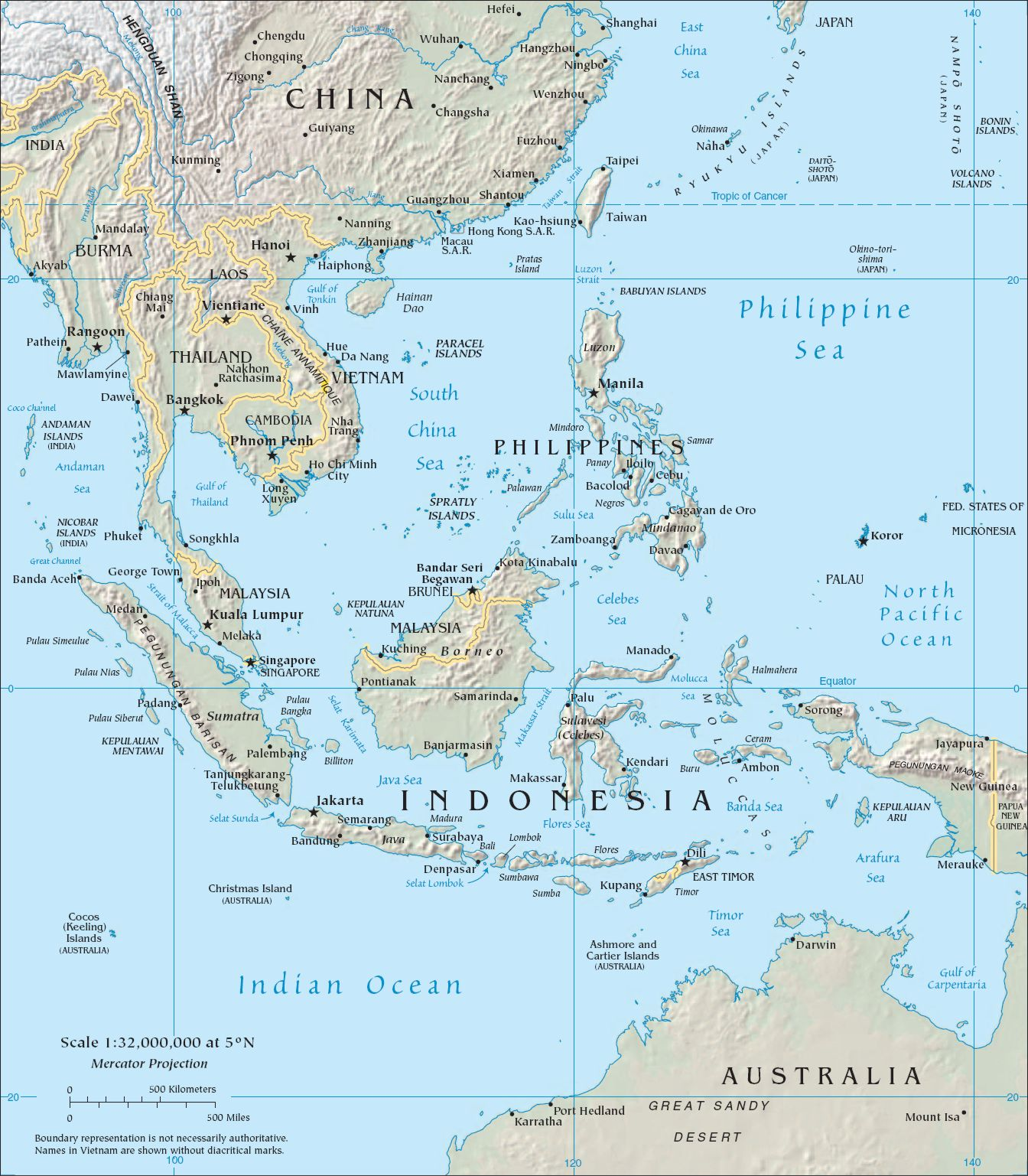
Kartographie Südostasien

Südostasien, frühere deutsche Bezeichnung Hinterindien, ist ein Teil des asiatischen Kontinents und umfasst die Länder, die sich östlich von Indien und südlich von China befinden. Die Region unterteilt sich dabei in das südostasiatische Festland (Hinterindische Halbinsel) und das insulare Südostasien (Malaiischer Archipel), das Indonesien (ohne den bereits zu Melanesien gerechneten Westteil Neuguineas), die Andamanen und Nikobaren, die Philippinen, Brunei, Osttimor und Teile Malaysias umfasst. Die meisten der Länder Südostasiens sind Mitglieder der internationalen südostasiatischen Organisation ASEAN mit dem Hauptsitz in Jakarta und dem bruneiischen Generalsekretär Lim Jock Hoi.

## Begriff
Der Begriff Südostasien verweist auf die Lage zwischen Südasien und Ostasien. Er wurde der äußerst heterogenen Region im Rahmen des Zweiten Weltkrieges von außen zugeschrieben, als große Teile der Region von japanischen Truppen besetzt waren und die westlichen Alliierten diese Bezeichnung bei der Planung der Rückeroberung benutzten.

## Geographie
Die südostasiatische Region wird durch natürliche Grenzen bestimmt. Das südostasiatische Festland wird im Norden durch Gebirgsketten von Indien und China abgegrenzt, während sich im Osten, Süden und Westen Meere befinden.

### Geographische Lage
Südostasien gliedert sich in die Hinterindische Halbinsel (Hinterindien) – die aus der Malaiischen und der Indochinesischen Halbinsel besteht – und den Malaiischen Archipel (Insulinde), das insulare Südostasien. Der Malaiische Archipel zieht sich bis vor die Küsten Australiens hin.
Die Indochinesische Halbinsel wird durch die zwei großen Ströme Irrawaddy und Mekong entwässert.

### Meere
Südostasien grenzt im Westen und Süden an den Indischen Ozean (mit der Andamanensee und dem Golf von Bengalen) und im Osten an den Pazifischen Ozean (mit Polynesien und Melanesien).
Am südlichen Ende der Malaiischen Halbinsel verläuft die Straße von Malakka zwischen Malaysia und Sumatra. Als eine der weltweit bedeutendsten Seehandelsstraßen verbindet sie Randmeere des Indischen und des Pazifischen Ozeans. Teile westlich der Wallace-Linie des Australasiatischen Mittelmeeres sind Teil von Südostasien.

## Heutige Staaten
| Staat       | Fläche km² | Bevölkerung 2023 Millionen | Bevölkerungs- dichte pro km² | BIP Mio. US-$ 2021 | BIP pro Kopf US-$ 2021 | Hauptstadt          |
| ----------- | ---------- | -------------------------- | ---------------------------- | ------------------ | ---------------------- | ------------------- |
| Brunei      | 5.765      | 0,5                        | 87                           | 14.006             | 32.573                 | Bandar Seri Begawan |
| Indonesien  | 1.904.569  | 277,5                      | 146                          | 1.187.319          | 4.361                  | Jakarta             |
| Kambodscha  | 181.035    | 16,9                       | 93                           | 26.313             | 1.662                  | Phnom Penh          |
| Laos        | 236.800    | 7,6                        | 32                           | 18.546             | 2.513                  | Vientiane           |
| Malaysia    | 329.847    | 34,3                       | 104                          | 373.034            | 11.408                 | Kuala Lumpur        |
| Myanmar     | 676.578    | 54,6                       | 80                           | 65.160             | 1.217                  | Naypyidaw           |
| Osttimor    | 14.874     | 1,4                        | 94                           | 2.358              | 1.754                  | Dili                |
| Philippinen | 299.764    | 117,3                      | 391                          | 394.086            | 3.576                  | Manila              |
| Singapur    | 710,2      | 6,0                        | 8.448                        | 396.992            | 72.795                 | Singapur            |
| Thailand    | 513.120    | 71,8                       | 140                          | 505.902            | 7.232                  | Bangkok             |
| Vietnam     | 331.210    | 98,9                       | 299                          | 366.201            | 3.718                  | Hanoi               |

Die Arbeitslosenzahl war 2013 mit 13,6 Millionen im Südostasien- und Pazifikraum relativ gering. Die Gesamtfruchtbarkeitsrate in Südostasien beträgt etwa 2,4 und die Lebenserwartung liegt bei durchschnittlich 71 Jahren. Die staatlichen Gesundheitsausgaben machten 2010 nur 3,6 % des gesamten Bruttoinlandsprodukts aus und waren damit die niedrigsten Anteile aller Weltregionen, in denen durchschnittlich 9,2 % ausgegeben wurden.
Darüber hinaus nehmen die südostasiatischen Erdölreserven seit Jahrzehnten kontinuierlich ab. Während sie 1990 eine Größe von 6.788 Millionen Tonnen hatten und 2000 noch von 5.931, sanken sie bis 2008 weiter auf 4.580 Millionen Tonnen. Gleichzeitig wurden die Waldbestände in Süd- und Südostasien zwischen 2000 und 2010 jährlich um 677.000 Hektar reduziert, wogegen man sie in Ostasien massiv um 2,78 Millionen Hektar aufforstete.

## Geschichte

### Vor der Ankunft der Europäer

Wichtige südostasiatische Mandalas, die teilweise nacheinander seit dem 5. Jahrhundert bestanden

Vietnam war von 111 v. Chr. bis 939 ein chinesischer Vasallenstaat.
In den ersten Jahrhunderten nach der Zeitenwende verbreiteten indische Händler ihre Kultur über weite Teile Südostasiens. Das Königreich Funan (200–550) im Mekong-Delta entwickelte sich zum ersten Zentrum des Hinduismus und Buddhismus in Südostasien. Abgelöst wurde es durch das Khmer-Königreich und das Reich Srivijaya auf Sumatra. Auf Java entstand 750 Borobudur, eine terrassenförmige Tempelanlage riesigen Ausmaßes. Die Khmer-Könige erschufen mit dem Bau ihrer Tempelanlage Angkor Wat ein ebenso beeindruckendes Kunstwerk.
Ab dem 9. Jahrhundert wanderten aus dem Norden die Tai-Völker in ihre heutigen Siedlungsgebiete und trafen auf die hochstehenden Mon, von deren Kultur sie geprägt wurden. 1044 wurde das erste burmesische Reich gegründet mit Bagan als Hauptstadt.
Vietnam löste sich aus der chinesischen Abhängigkeit, erreichte 968 eine eigene Herrschaft und annektierte ab Mitte des 11. Jahrhunderts schrittweise das Nachbarland Champa.
Seit 1253 errichteten die Tai eine Reihe von Kleinstaaten, ab 1292 erlangte das Königreich Sukhothai Bedeutung. Ab 1351 gewann das Königreich Ayutthaya an Macht, eroberte Angkor und löste das durch die enormen Ausgaben für Angkor finanziell ruinierte Khmer-Reich als Zentralmacht ab.
Die überregionalen Herrschaftsverhältnisse hatten den Charakter von netzwerkartigen Gebilden. Bei diesem sogenannten Mandala-System dominiert ein mächtiger Oberherrscher. Sein Einfluss nimmt vom Zentrum zum Rand seines Einflussbereichs graduell ab. Verändern sich die Machtverhältnisse, kann ein ehemaliger Vasall seine Tributbeziehungen lockern oder sich zum neuen Machtzentrum entwickeln. 
Ein weitreichender Handel entwickelte sich in Südostasien vom 6. bis ins 16. Jahrhundert, zahlreiche Schiffswracks zeugen von dieser Entwicklung, wie das der Lena Shoal Dschunke. Eingesetzt wurden für diesen Handel die Schiffstypen der Dschunke und des Balangays. Es lassen sich zwei wesentliche Handelsrouten festlegen, eine nach China, die andere Java, Sumatra und die malaiische Halbinsel verbindend. Die eine Route führt entlang des Festlandes und die zweite Route verband Borneo, Palawan und die Insel Luzon.
Im 15. Jahrhundert bekehrten arabische, persische und indische Händler die Malaien zum Islam. Das muslimische Malakka trat an die Stelle des Hindu-Königreiches Majapahit auf Java.

### Kolonialzeit

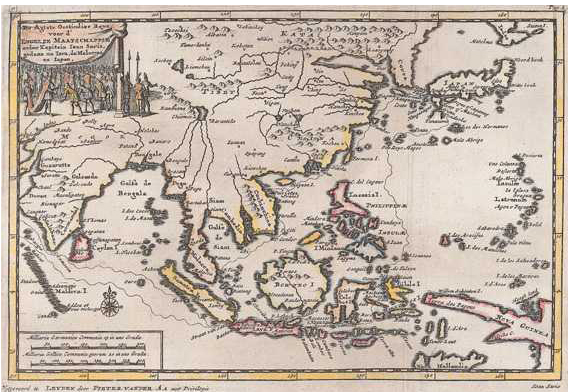
Historische Karte von 1713

Kolonien in Ostasien und Ozeanien um 1914

Mit Ausnahme Siams wurden alle südostasiatischen Länder ab dem 16. Jahrhundert kolonialisiert. Der Hintergrund für die Kolonialisierung war der Reichtum der Region an Rohstoffen und Gewürzen, die zu dieser Zeit von besonderem Wert waren. Nachdem der Handel lange Zeit von arabischen Händlern beherrscht worden war, stritten sich von nun an die europäischen Mächte über die Vormacht in der Region.
Als erste Kolonialmacht erreichte Portugal Südostasien und beherrschte nach Eroberung des wichtigen Handelshafens Malakka im Jahre 1511 den Seehandel. Die Niederländer versuchten daraufhin ab dem 16. Jahrhundert Fuß in Südostasien zu fassen und eroberten 1641 Malakka von den Portugiesen, was (abgesehen von der kleinen Kolonie Osttimor) das Ende der portugiesischen Kolonialherrschaft in Südostasien einleitete. Die Niederländer dagegen kontrollierten über die Niederländische Ostindien-Kompanie (VOC) den Gewürzhandel der Region und gründeten verschiedene Handelsstützpunkte im heutigen Indonesien, um somit besser auf die Rohstoffe zugreifen zu können. Das Hauptquartier stellte dabei Batavia, das heutige Jakarta, dar.
Die Spanier wurden zur gleichen Zeit in der Region aktiv und kolonialisierten mit dem Ziel China zu erobern und zum Christentum zu bekehren die Philippinen, die sie nach dem spanischen König Philipp II. benannten.
Die Briten kamen als dritte große Kolonialmacht nach Südostasien und versuchten sich ebenfalls in der Region zu etablieren. Nachdem sie zunächst nur einen unbedeutenden Stützpunkt in Indonesien innegehabt hatten, erreichten sie nach Verhandlungen mit den ansässigen Sultanen die Kontrolle über die Insel Penang und über Singapur, das damals noch ein kleines malaiisches Fischerdorf war. Zusammen mit der Hafenstadt Malakka bildeten diese Gebiete als so genannte Straits Settlements die handelspolitisch wichtigen Stützpunkte der Briten in Südostasien. Zur Zeit der Napoleonischen Kriege übernahmen die Briten zeitweise die niederländischen Kolonien, um diese vor der Übernahme durch die Franzosen zu bewahren. Nach Rückkehr der Niederländer und Rückgabe ihrer Kolonialterritorien 1816 keimte die Rivalität um den malaiischen Archipel erneut auf. Durch den Britisch-Niederländischen Vertrag von 1824 wurde schließlich eine Teilung des Gebietes in einen britisch beherrschten Teil (das heutige Malaysia) und einen niederländisch verwalteten Teil (das heutige Indonesien) beschlossen. 1866 konnten die Briten ihren Kolonialbesitz in der Region nach langen kriegerischen Auseinandersetzungen durch die Eroberung Birmas zusätzlich vergrößern.
Die Franzosen fassten erst im 19. Jahrhundert in Südostasien Fuß und gliederten Vietnam, Kambodscha und Laos als Französisch-Indochina dem französischen Kolonialreich an.
Auch die Vereinigten Staaten wurden um 1900 eine Kolonialmacht in Südostasien, als sie die Philippinen von Spanien übernahmen.

### Geschichte ab 1945
Unmittelbar nach ihrer Unabhängigkeit in den 1950er Jahren verfolgten die südostasiatischen Staaten einen nationalistisch inspirierten Alleingang. Wirtschaftspolitisch verschrieben sie sich mit Ausnahme Singapurs bis in die 1970er Jahre dem Konzept der Importsubstitution (des Ersetzens von Einfuhren). Äußere Einflüsse – die Nähe zur Volksrepublik China und die Sowjetunion, vor allem der Korea-Krieg 1950–1953 und die Indochinakriege – führten auf sicherheitspolitischem Gebiet zu einer engeren Zusammenarbeit der westlich orientierten Staaten. Erste Gehversuche regionaler Kooperation, vor allem die SEATO, scheiterten jedoch rasch. Der traditionelle bilaterale Ansatz Washingtons in Südostasien erschwerte die regionale Kooperation zusätzlich, die anfangs ganz unter dem Motto stand, die bilateralen regionalen Konflikte einzudämmen, um sich ungestört entwickeln zu können.
Als ein erschwerender Faktor erweist sich die Brandrodung in Südostasien.
Die Politik hinkte daher der Regionalisierung, die in den siebziger Jahren verstärkt einsetzte – vorangetrieben von den Marktkräften, namentlich japanischen Konzernen und auslandschinesischen Firmennetzwerken –, lange Zeit hinterher. Erst Anfang der neunziger Jahre begannen die in der Association of Southeast Asian Nations (ASEAN) verbundenen Regierungen, den Integrationsprozess mit der Schaffung der Freihandelszone AFTA aktiv zu steuern. Zu diesem Zeitpunkt hatten alle Mitglieder einen marktwirtschaftlichen, exportorientierten Pfad eingeschlagen. – Seit den 1990er Jahren versteht es ASEAN zudem, ökonomische und sicherheitspolitische Institutionen zu etablieren und damit Brücken zwischen Südost- und Ostasien zu schlagen, wobei auch die USA einbezogen wurden. Vor allem der nach der Asien-Krise 1997 entstandene Koordinationsmechanismus ASEAN+3, der ASEAN mit China, Japan und Südkorea verbindet, scheint ausbaufähig. Insgesamt gilt ASEAN, der mit Ausnahme Osttimors alle zehn südostasiatischen Nationen angehören, als das erfolgreichste Regionalbündnis nach der EU. Es war auch geplant, bis 2020 gar eine Asiatische Gemeinschaft mit einer ökonomischen, kulturellen und sicherheitspolitischen Säule entstehen zu lassen (siehe: Soziale Dreigliederung); eine supranationale Zusammenarbeit ist indes nicht geplant. Am aktivsten vorangetrieben wird das Integrationsprojekt von Singapur und Thailand.

## Religionen
Südostasien zeichnet sich durch eine religiöse Vielfalt aus. So gibt es in der Region Anhänger aller großen Weltreligionen, was in der historischen Rolle der Region als Handelsknotenpunkt begründet liegt. Während Buddhisten und Moslems den größten Teil der ca. 600 Millionen Südostasiaten ausmachen, gibt es jedoch auch Anhänger des Hinduismus, des Christentums, des Konfuzianismus, sowie zahlreicher traditioneller Glaubenssysteme. In der Regel kann jedoch keine der Glaubensrichtungen als reine Lehre angesehen werden, da sie zumeist stark von traditionellen Glaubensinhalten geprägt und mit diesen verschmolzen sind (Synkretismus).

### Buddhismus
Mit 240 Millionen Anhängern stellt der Buddhismus eine der größten Religionen der Region dar. Er findet dabei vor allem auf dem südostasiatischen Festland Verbreitung und stellt die Hauptreligion in Thailand, Myanmar, Kambodscha, Laos und Vietnam dar.
In Südostasien ist hauptsächlich der Theravada-Buddhismus verbreitet.

### Christentum
Das Christentum, insbesondere der Katholizismus, ist in Südostasien vor allem auf den Philippinen und in Osttimor verbreitet, doch durch die christliche Missionierung gibt es auch in anderen Ländern wie Indonesien oder Vietnam christliche Minderheiten.

### Hinduismus
Der Hinduismus stellt die vorherrschende Glaubensrichtung auf der indonesischen Insel Bali dar, ist jedoch durch kleine Minderheiten auch in anderen Teilen Südostasiens vertreten. Historisch spielte er beispielsweise im Khmer-Königreich von Angkor und im Champa-Reich eine bedeutende Rolle.

### Islam
Den Islam findet man vor allem in Indonesien, dem Land mit der größten muslimischen Bevölkerung der Welt, sowie in Brunei und Malaysia, doch auch im Süden der Philippinen und Thailands und im Westen Myanmars gibt es muslimische Minderheiten. Von den rund 200 Millionen Muslimen der Region leben 95 Prozent in Indonesien und Malaysia.
Durch indische Händler muslimischen Glaubens kam der Islam bereits im 8. Jahrhundert nach Südostasien. Verbreitung fand er vor allem in den maritimen Handelsstädten allerdings erst ab dem 14. Jahrhundert, nachdem südostasiatische Herrscher die Religion als Mittel entdeckt hatten, um sich aus vorherigen Machtverhältnissen zu lösen.
Der Islam in Südostasien ist im Gegensatz zum arabischen Islam stark synkretistisch geprägt und gilt als äußerst moderat. Dies kann unter anderem auf die mystische Sufi-Ausrichtung der indischen Herrscher zurückgeführt werden, die den Islam zuerst in die Region brachten, aber auch durch die Verschmelzung mit lokalen Traditionen.
Politisch spielte der Islam besonders in Indonesien während der Unabhängigkeitsbewegung eine vereinende nationalistische Rolle. Seit den 1970er-Jahren kommt es zudem vermehrt zu religiös unterstützten Aufständen und Konflikten in Indonesien, den Philippinen und in jüngster Zeit auch in Thailand. Aufgrund der globalen Islam-Renaissance sowie politischer und sozialer Repression gewannen Fundamentalisten zuletzt aber an Zulauf. Besonders zu erwähnen ist dabei die Jemaah Islamiyah (JI), die mit terroristischen Mitteln versucht, das Ziel eines südostasiatischen Kalifats durchzusetzen und die über enge Kontakte zur Al-Qaida verfügen soll.

### Konfuzianismus
Die Anhänger des Konfuzianismus sind vor allem innerhalb der chinesischstämmigen Bevölkerung zu finden, die die Mehrheit der singapurischen Bürger ausmacht und auch in Malaysia stark vertreten ist.

## Sport
Seit 1958 werden alle zwei Jahre die Südostasienspiele abgehalten.

## Belege
1. ↑  Country Comparison :: Area. CIA World Factbook, archiviert vom Original am 9. Februar 2014; abgerufen am 12. September 2009.
2. ↑  World Population Dashboard. Bevölkerungsfonds der Vereinten Nationen, 2023, abgerufen am 3. September 2023 (englisch).
3. 1 2  World Economic Outlook Database October 2022. In: World Economic Outlook Database. Internationaler Währungsfonds, 2022, abgerufen am 2. September 2023 (englisch).
4. ↑  Arbeitslosenzahl in ausgewählten Weltregionen
5. ↑  Stiftung Weltbevölkerung: Länderdatenbank, abgerufen am 27. Februar 2014 (Memento des Originals vom 26. März 2015 im Internet Archive)  Info: Der Archivlink wurde automatisch eingesetzt und noch nicht geprüft. Bitte prüfe Original- und Archivlink gemäß Anleitung und entferne dann diesen Hinweis.
6. ↑  Gesundheitsausgaben gemessen am Anteil am Bruttoinlandsprodukt
7. ↑  Erdölreserven in Südostasien, 1990-2008
8. ↑  Globale Waldbestände, 2000-2010
9. ↑  Lost at Sea von Franck Goddio (englisch; PDF; 1,8 MB)
10. ↑  Carl Ploetz (Hrsg.): Der große Ploetz: die Daten-Enzyklopädie der Weltgeschichte; Daten, Fakten, Zusammenhänge. Verlag Herder, Freiburg 1998, ISBN 978-3-451-40505-1; S. 1228f